# Malcolm (personage)
Malcolm is een personage uit de serie Malcolm in the Middle. Hij werd gespeeld door acteur Frankie Muniz.
Malcolm is de zoon van Hal en Lois. Hij is de jongere broer van Francis en Reese en de oudere broer van Dewey en Jamie.
Malcolm woont in een disfunctioneel gezin en is erg intelligent: In 2000 komt hij erachter dat hij een IQ van 165 heeft en wordt naar een speciale klas gestuurd voor slimme mensen. Dit wil hij niet, maar hij moet van zijn moeder, omdat ze alleen nog maar hoop in zijn toekomst heeft. Toch wordt hij hier vrienden met Stevie Kenarban. Zijn specialiteit is wiskunde. Malcolm staat ook bekend als egoïstisch en heeft een kort lontje.
In de eerste aflevering van het tweede seizoen wordt Malcolm voor het eerst verliefd. Ze heet Jessica en ze ontmoeten elkaar in een file. Ze geeft hem haar telefoonnummer, maar dat verliest hij. Enkele maanden later komt er een nieuw meisje in zijn klas en ze wordt verliefd op hem. In het vierde seizoen krijgt hij een vriendinnetje, maar ze dumpt hem later wanneer ze hem te zelfingenomen vindt. In het zevende seizoen krijgt hij voor een aflevering verkering met een populair meisje, dat hij dumpt omdat ze zich voor hem schaamt. In 2002 gaat hij naar de middelbare school en hoopt populair te worden. Die kans gaat echter weg wanneer zijn moeder hem voor schut zet.
Vanaf het vijfde seizoen werkt Malcolm bij zijn moeder in de supermarkt. In het midden van het zevendse seizoen beslist hij dat hij naar Harvard wil. Op 13 mei 2006 studeert hij af en gaat naar de universiteit.
In het zevende seizoen ontdekt Malcolm ook dat hij een natuurtalent in dansen is.